# Tour de Palmata
La tour de Palmata, ou tour Palmata, ou hôtel de la famille Gaillac est un bâtiment du XIIIe siècle situé dans le centre historique de la ville de Gaillac. Elle est inscrite aux monuments historiques. 

## Description

### Construction initiale
La tour faisait partie d'un ensemble beaucoup plus vaste, environ 400 m². Une cour était entourée d'au moins deux bâtiments en plus de la tour. Cette dernière était un lieu d'apparat, comme sa décoration le montre, et l'accès à l'étage se faisait par une des annexes. Le rôle de prestige apparaît aussi au dernier étage, les larges ouvertures, des baies géminées, permettant un large panorama sur la ville, le Tarn et l'abbaye Saint-Michel.
Une peinture montre Bertrand de Gaillac, mort en 1249, signalant une origine du bâtiment contemporaine de la première moitié du XIIIe siècle. Le style roman appuie cette datation, cet art demeurant encore présent à cette époque.

### Destructions

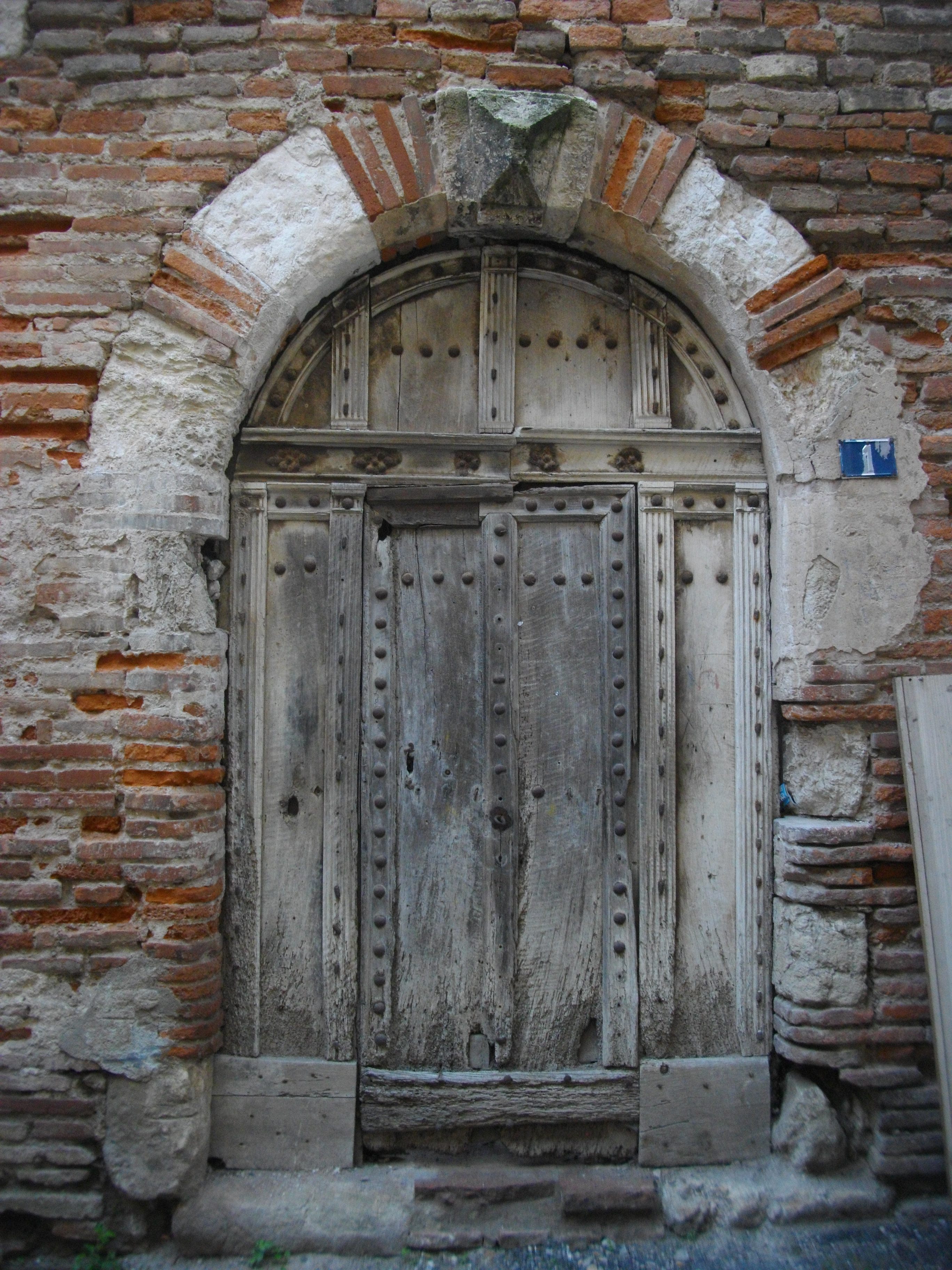
Porte de la tour.

Les textes ne signalent la tour qu'au XVIe siècle : elle appartient alors à un certain Paul Matha, probablement à l'origine du nom de l'édifice. À cette époque, lors des guerres de Religion, 24 protestants de la ville auraient été tués dans la tour devenue prison. Cet événement daté du 5 octobre 1572 porte le nom de Massacre de la Saint-Barthélemy gaillacois. 
En 1840, la construction d'un pont suspendu, arrivant sur la place de l'abbaye, nécessite une refont du quartier. Une rue est tracée dans l'axe du pont, entraînant la destruction d'un gros pâté de maisons. La tour échappe de peu à la destruction, mais les autres édifices sont détruits. C'est à partir du plan cadastral antérieur à ces travaux, que Anne-Laure Napoléone, Catherine Guiraud et Bertrand de Viviès ont pu retrouver l'organisation des bâtiments du quartier. 

### Édifice actuel
En 2003, la tour efface les clivages politiques municipaux, des élus mettant de côté leurs différends pour vouloir préserver, voire ouvrir au public ce patrimoine important méconnu. La propriété privée du lieu reste toutefois un frein à ces projets.
En 2013, la ville de Gaillac achète la tour pour la somme de 243 000 euros. Les projets de mise en valeur ne sont pas établis.